# 다그르 에게르트손
다그르 베르그루손 에게르트손(아이슬란드어: Dagur Bergþóruson Eggertsson, 1972년 6월 19일 ~ )은 아이슬란드의 정치인이다.

## 생애
그는 2002년 레이캬비크 시의원 선거에서 첫 당선되었고, 2009년부터 2013년까지 사회민주동맹의 부의장을 역임했다. 2007년 10월 16일부터 2008년 1월 24일까지, 2014년 6월 16일부터 2024년 1월 16일까지 레이캬비크 시장직에 역임하였다. 다그르는 공식적으로 의사로 교육받았으나 스웨덴 룬드 대학교에서 인권 및 국제법 석사 학위를 받았다. 